# Chung kết Cúp C1 châu Âu 1980
Trận chung kết Cúp C1 châu Âu năm 1980 là trận chung kết thứ hai mươi lăm của Cúp các đội vô địch bóng đá quốc gia châu Âu, ngày nay là UEFA Champions League. Đây là trận đấu giữa Nottingham Forest F.C. của Anh và Hamburger SV của Đức trên sân vận động Santiago Bernabéu, Madrid vào ngày 28 tháng 5 năm 1980. Với chiến thắng 1–0, Nottingham Forest lần thứ hai giành Cúp C1 châu Âu.

## Đường đến trận chung kết
| Nottingham Forest | Nottingham Forest | Nottingham Forest          | Vòng    | Hamburg        | Hamburg | Hamburg                    |
| ----------------- | ----------------- | -------------------------- | ------- | -------------- | ------- | -------------------------- |
|                   |                   |                            |         |                |         |                            |
| Đối thủ           | Kết quả           | Lượt                       |         | Đối thủ        | Kết quả | Lượt                       |
| Öster             | 3–1               | 2–0 sân nhà; 1–1 sân khách | Vòng 1  | Valur          | 5–1     | 2–1 sân nhà; 3–0 sân khách |
| Argeş Piteşti     | 4–1               | 2–0 sân nhà; 2–1 sân khách | Vòng 2  | Dinamo Tbilisi | 6–3     | 3–1 sân nhà; 3–2 sân khách |
| Dynamo Berlin     | 3–2               | 0–1 sân nhà; 3–1 sân khách | Tứ kết  | Hajduk Split   | 3–3     | 1–0 sân nhà; 2–3 sân khách |
| Ajax              | 2–1               | 2–0 sân nhà; 0–1 sân khách | Bán kết | Real Madrid    | 5–3     | 5–1 sân nhà; 0–2 sân khách |

## Chi tiết trận đấu
| Nottingham Forest | 1–0        | Hamburg |
| ----------------- | ---------- | ------- |
| Robertson 20'     | (Chi tiết) |         |

| Nottingham Forest | Hamburg |

| NOTTINGHAM FOREST: |    |                    |          |     |
|                    |    |                    |          |     |
| TM                 | 1  | Peter Shilton      |          |     |
| HV                 | 2  | Viv Anderson       |          |     |
| HV                 | 3  | Frank Gray         |          | 84' |
| HV                 | 4  | Larry Lloyd        |          |     |
| HV                 | 5  | Kenny Burns        | Thẻ vàng |     |
| TV                 | 6  | Martin O'Neill     |          |     |
| TV                 | 7  | John McGovern (ĐT) |          |     |
| TV                 | 8  | Ian Bowyer         |          |     |
| TV                 | 9  | Gary Mills         |          | 68' |
| TĐ                 | 10 | John Robertson     |          |     |
| TĐ                 | 11 | Garry Birtles      |          |     |
| Dự bị:             |    |                    |          |     |
| TV                 |    | Bryn Gunn          |          | 84' |
| TV                 |    | John O'Hare        |          | 68' |
| TM                 |    | Jimmy Montgomery   |          |     |
| Huấn luyện viên:   |    |                    |          |     |
| Brian Clough       |    |                    |          |     |

| HAMBURGER SV:    |    |                   |          |     |
|                  |    |                   |          |     |
| TM               | 1  | Rudolf Kargus     |          |     |
| HV               | 2  | Manfred Kaltz     |          |     |
| HV               | 3  | Peter Nogly (ĐT)  | Thẻ vàng |     |
| HV               | 4  | Ivan Buljan       |          |     |
| HV               | 5  | Ditmar Jakobs     |          |     |
| TV               | 6  | Holger Hieronymus |          | 46' |
| TV               | 7  | Felix Magath      |          |     |
| TV               | 8  | Caspar Memering   |          |     |
| TV               | 9  | Kevin Keegan      |          |     |
| TĐ               | 10 | Willi Reimann     |          |     |
| TĐ               | 11 | Jürgen Milewski   |          |     |
| Dự bị:           |    |                   |          |     |
| TV               | 12 | Horst Hrubesch    |          | 46' |
| Huấn luyện viên: |    |                   |          |     |
| Branko Zebec     |    |                   |          |     |